# Alexander Taratynov
Alexander (Aleksandr) Taratynov (Александр Таратынов) (1956) is een Russisch-Nederlands beeldhouwer en medailleur.

## Leven en werk
Taratynov studeerde in Moskou aan het Kunstlyceum (1967-1974) en de Kunstacademie Soerikov, afdeling beeldhouwen (1975-1981). In de jaren negentig kwam hij met een studiebeurs naar Nederland en woonde in Amsterdam. Sinds medio 2000 woonde en werkte hij afwisselend in Rusland en Maastricht. In 2015 betrok hij met zijn gezin kasteel Strijthagen, waar hij kunstencentrum ArtLand opende.
Taratynovs bronzen plastieken zijn in diverse landen geplaatst. Daarnaast maakt hij penningen. Samen met Michail Dronov maakte hij in 2005 de beeldengroep Nachtwacht 3D die bij het Rembrandtmonument in Amsterdam werd geplaatst. Beelden van Taratynov werden onder meer geëxposeerd in de tuin van Museum Geelvinck (Geelvinck Hinlopen Huis) in 2007-2008.

## Werken in de openbare ruimte (selectie)
- Buste van Anna Paulowna (1997), Zaandam
- Beeld van een zittende Anna Paulowna (1999), Den Haag
- Beelden van Flora, Mercurius, Daniël van Dopff en Tsaar Peter de Grote (2000) voor de tuinen van kasteel Neercanne, Maastricht
- Standbeeld van D'Artagnan (2003), Maastricht
- De Nachtwacht (2005), Amsterdam
- Anna Paulowna te paard (2005), Anna Paulowna
- Standbeeld van Pavel Dubrovin, Daugavpils
- Buste van Gabriël Grupello (2008), Kerkrade
- Standbeeld van Aleksandr Poesjkin (2009), Riga
- Bulldog (2013), Wassenaar
- Obelisk voor Russische soldaten (2014), Reims
- Standbeeld van Peter III van Rusland (2014), Kiel
- Standbeeld van een Basjkier (2018), Veessen

## Fotogalerij

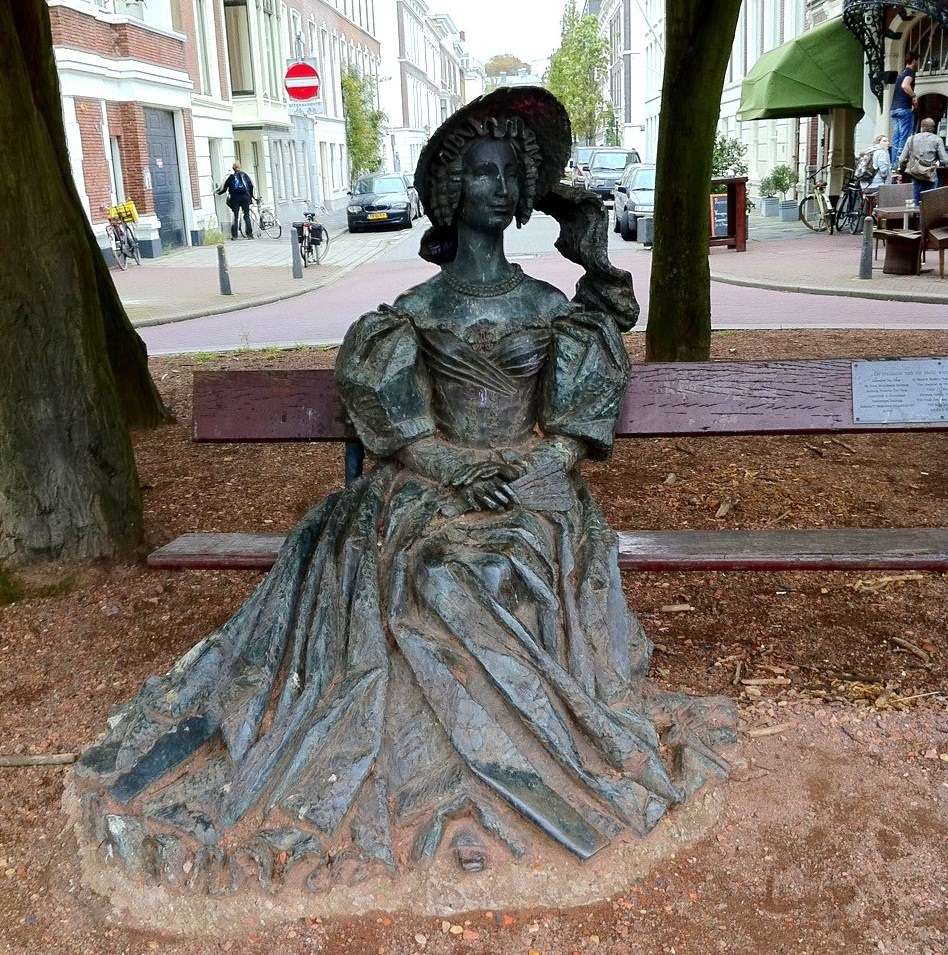
Anna Paulowna (1999), Den Haag
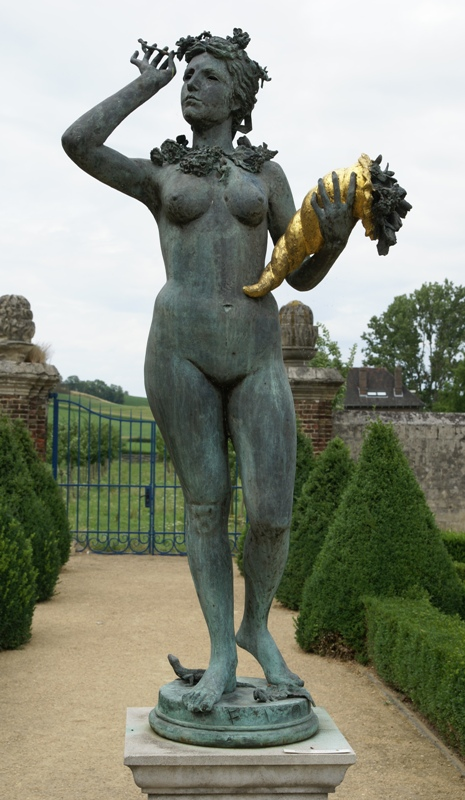
Flora (2000), Maastricht
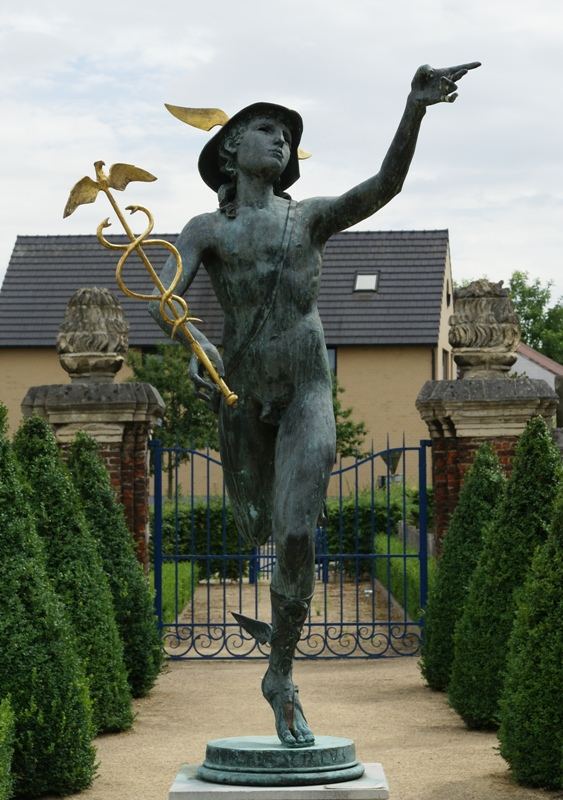
Mercurius (2000), Maastricht
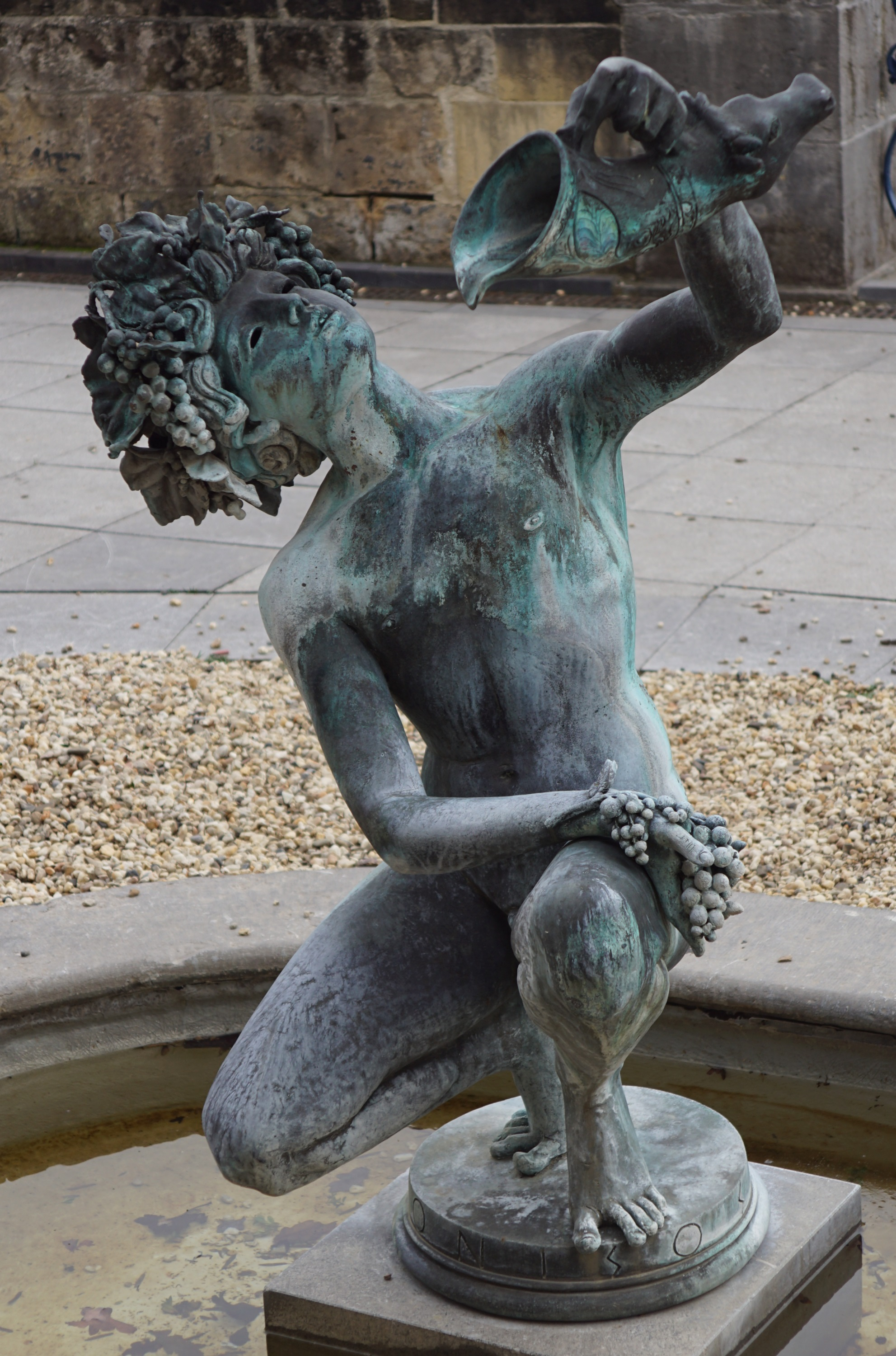
Dionysos (2001), Maastricht
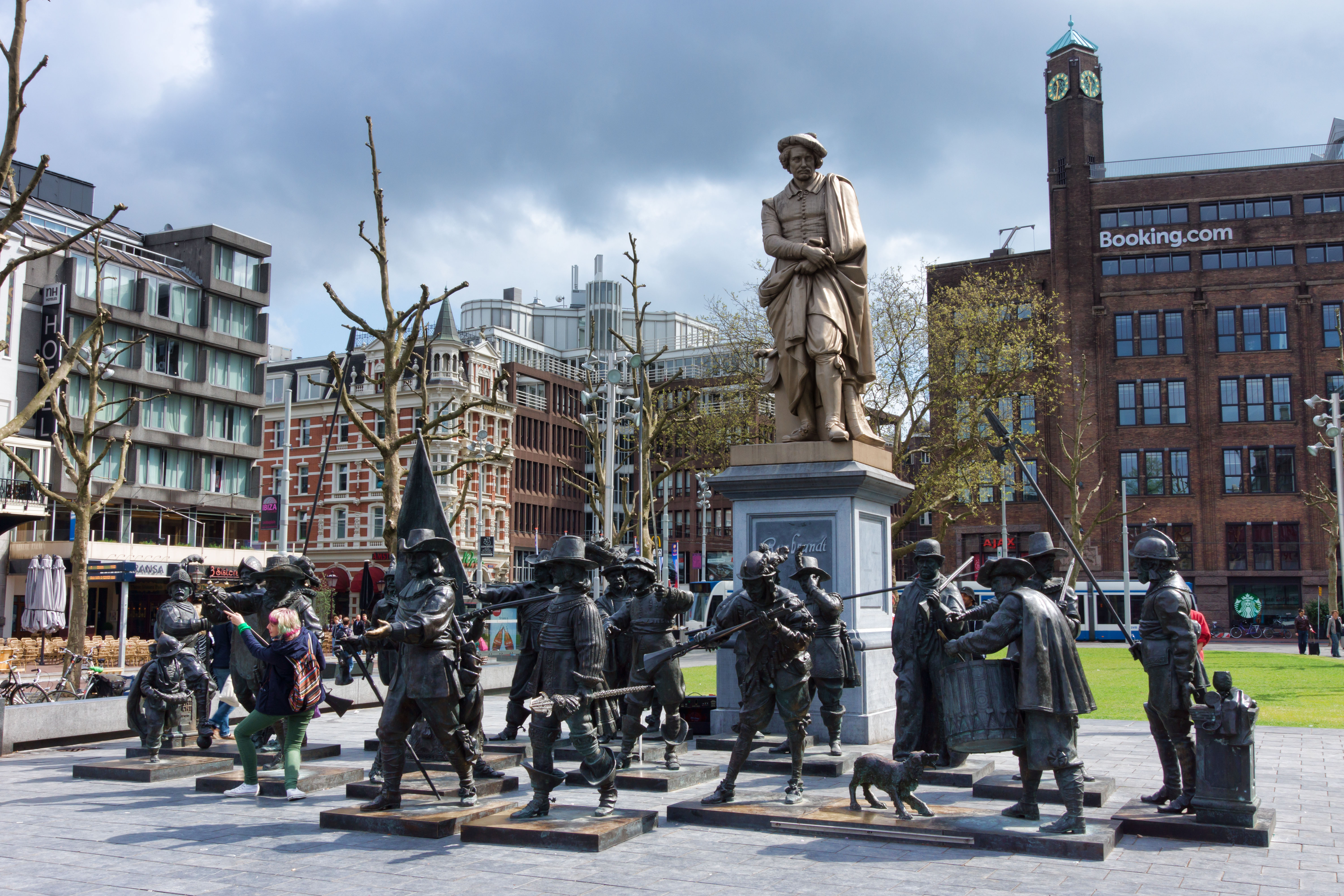
Rembrandtmonument met De Nachtwacht (2005), Amsterdam
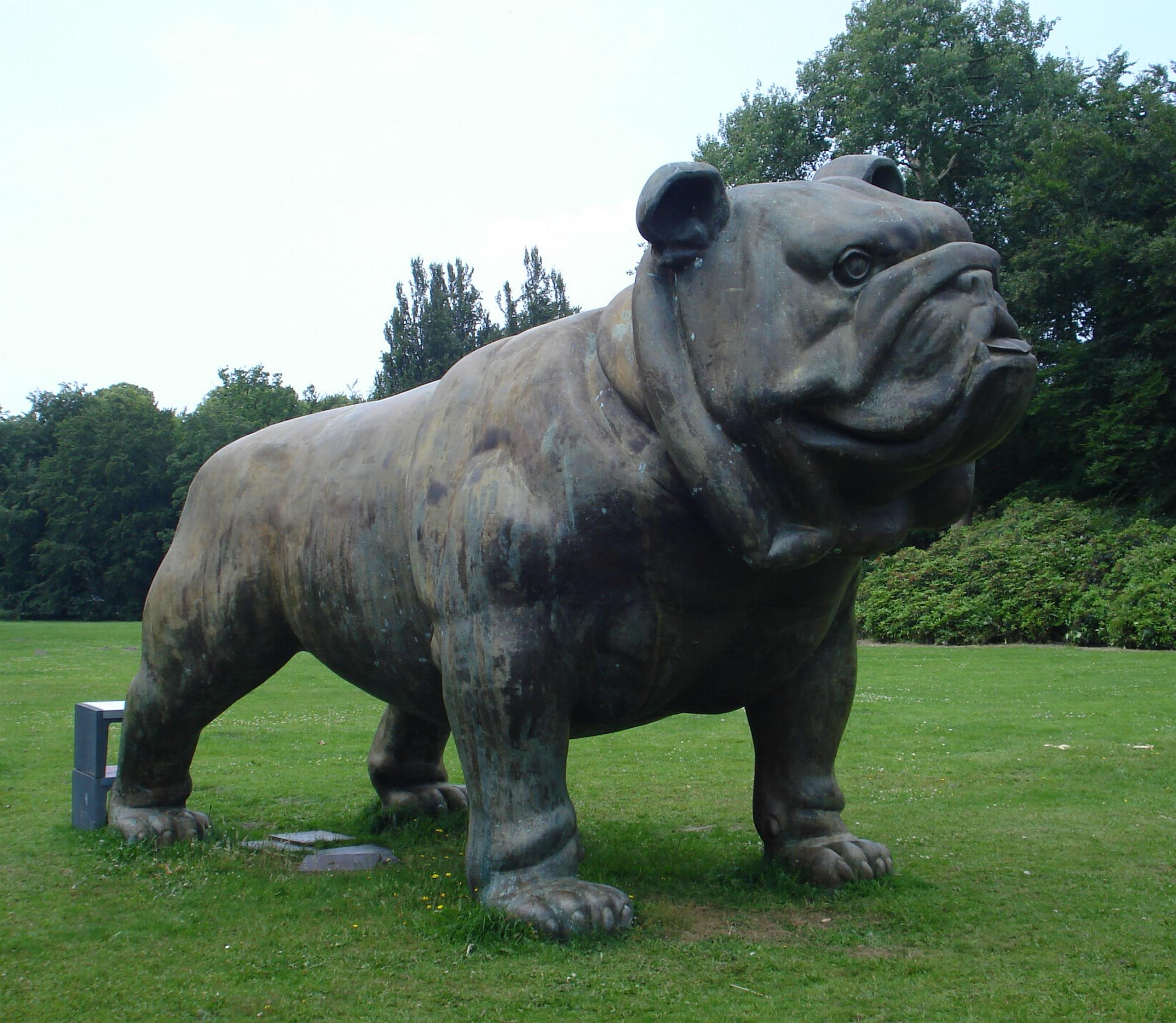
Bulldog (2013), Wassenaar
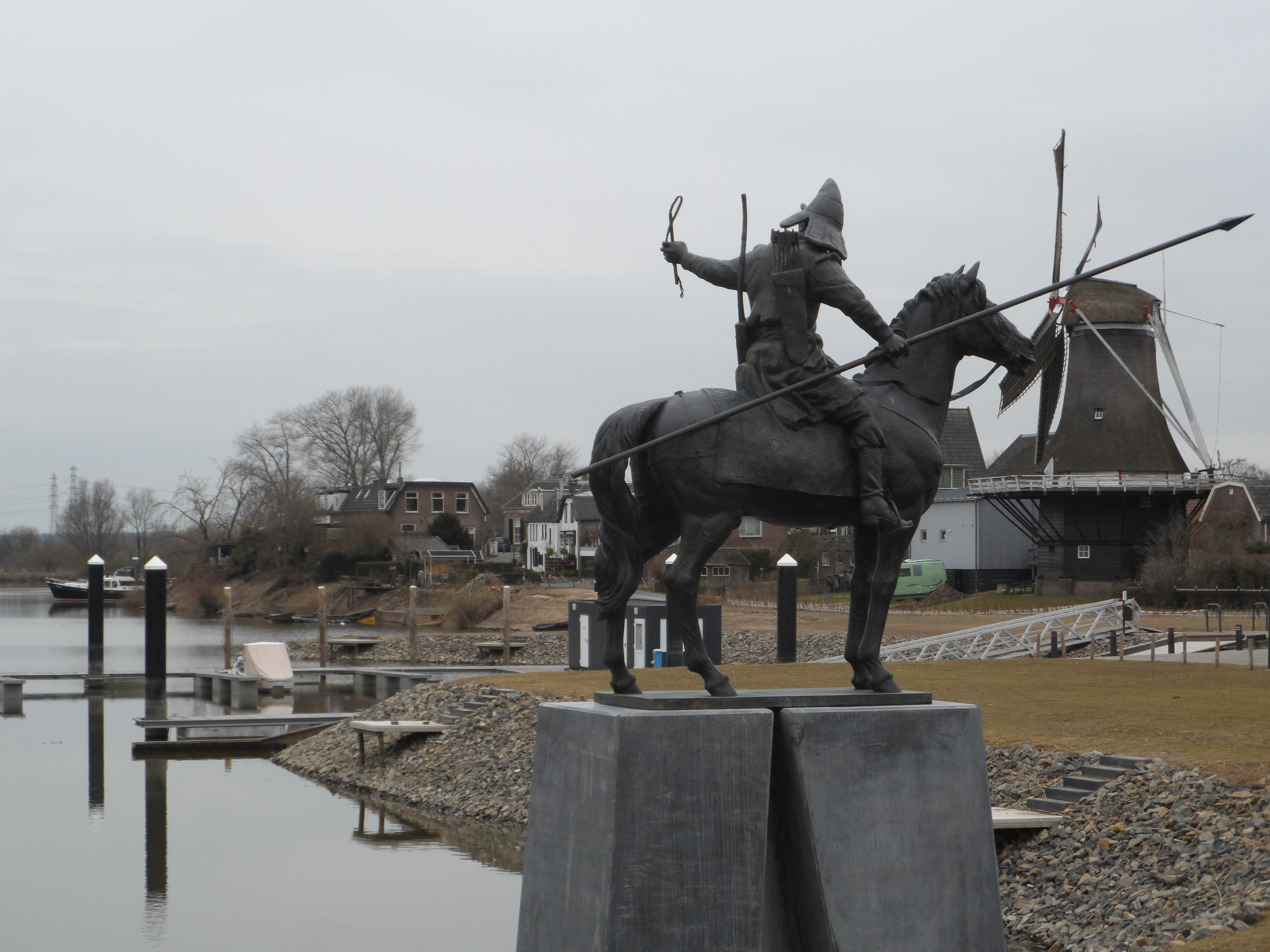
De Basjkier (Kozak) (2018), bij de haven in Veessen

- Gemeinsame Normdatei: 1197812857
- International Standard Name Identifier: 0000 0003 9609 2597
- Nederlandse Thesaurus van Auteursnamen: 250131072
- RKD-Nederlands Instituut voor Kunstgeschiedenis: 268081
- Système universitaire de documentation: 195457595
- Virtual International Authority File: 290984123
- WorldCat: E39PBJhRHjFMpqThBvvY9gVt8C